# Neantes de Cízico
Neantes (em grego:  Νεάνθης) de Cízico, viveu por volta de 241 a.C. e foi discípulo de Filico de Mileto, que por sua vez foi discípulo de Isócrates. Ele é frequentemente citado por Diógenes Laércio, Ateneu  e vários escritores cristãos, além de outros.